# Museum aan het Vrijthof

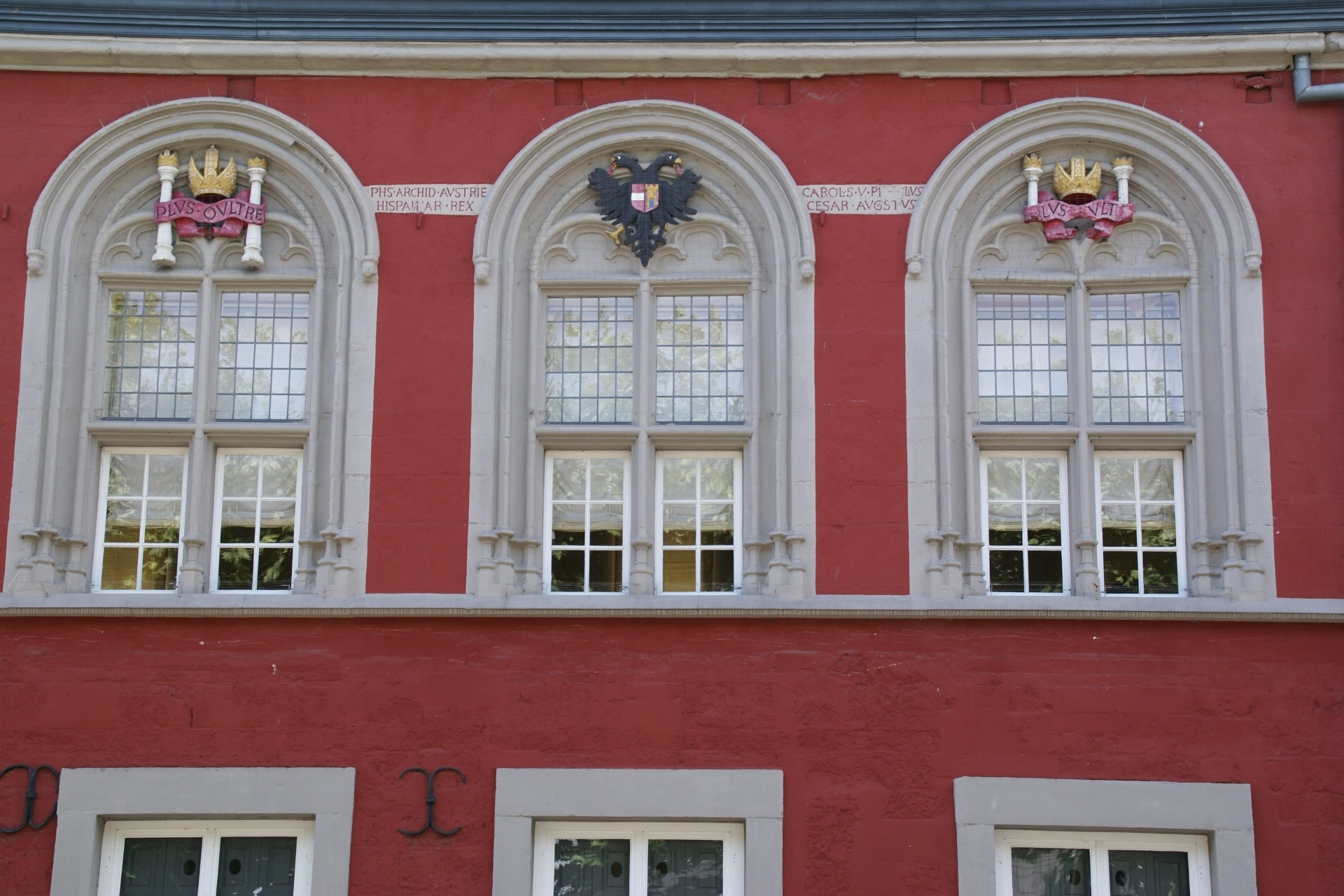
Finestres gòtiques amb lema de Carlos I

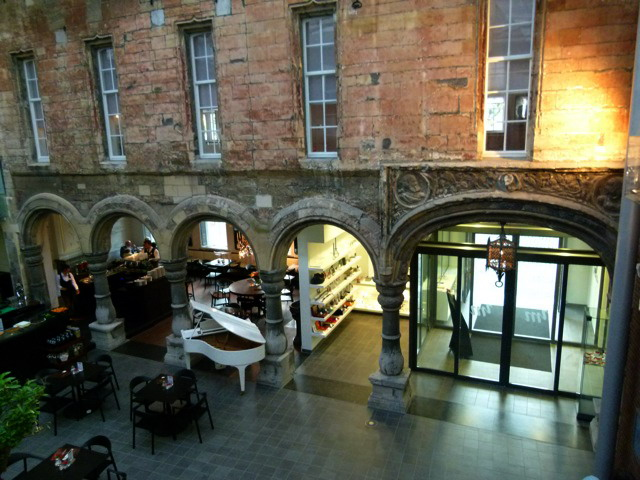
Arcada amb medallons

El Museum aan het Vrijthof o Museu al Vrijthof (abans: "Museum Spaans Gouvernement", o "Museu del Govern Espanyol") és un museu dedicat a la història i l'artesania a Maastricht (Països Baixos).

## Història de l'edifici
El museu està situat en un edifici conegut com el Palau del govern espanyol (també: Palacio del govern brabante) a la plaça principal de Maastricht, la Vrijthof. L'edifici era originalment part del territori eclesiàstic del cabildo col·legial de la basílica de Sant Servacio i va ser construïda probablement per un dels canonges. Al segle xvi la casa va ser reconstruïda i ampliada. El pis baix era probablement cec amb solament una porta en arcada. Les tres finestres gòtiques de la primera planta són d'aquest període. Dos d'elles porten les columnes d'Hèrcules amb el lema de Carlos: Plus ultra. La finestra mitjana porta els símbols dels Habsburgs: l'àguila bicèfala del Sacre Imperi Romanogermànic amb l'escut d'armes de l'emperador.
També en aquesta època va ser agregada al costat del pati una arcada en l'estil del renaixement liejés. Aquesta part de l'edifici sembla similar al pati del Palau dels Prínceps-Bisbes de Lieja. Un arc ampli dona entrada al pati. L'arc està decorat amb medallons que mostren (probablement) els retrats de Carlos I, de la seva esposa Isabel de Portugal i del seu fill Felip II de Castella. Carlos I i Felipe II van romandre aquí en diverses ocasions. Va ser probablement en aquest edifici on Alexandre I, duc de Parma i governador dels Països Baixos, va signar la declaració que va proclamar fora de la llei a Guillem d'Orange, capdavantera de la rebel·lió que va desembocar en la Guerra dels Vuitanta Anys.
Als segles xviii i xix, l'interior de l'edifici va ser completament canviat. En l'exterior, es van afegir unes finestres a la façana cega. En 1923 una part de l'edifici va ser demolida i substituïda per una filial moderna del Banc dels Països Baixos (en la cantonada del carrer Sint-Jacobstraat). En 1969-1973 i també en 2010-2012 van ser fetes restauracions acurades.

## El museu
En 1954, una parella artística de La Haia, Frederik Wagner i Ambrosina de Wit, van llegar la seva col·lecció d'art a una fundació de la ciutat de Maastricht. Des de 1973 la col·lecció de la parella Wagner-De Wit s'ha exposat en el que llavors es deia Museum Spaans Gouvernement. Un pavelló va ser construït al pati específicament per contenir els revestiments de fusta preciosos d'una mansió del segle xviii. Algunes cambres moblades en l'estil Luis XVI liejés. s'utilitzen per a les funcions. En 2010-2012 el museu va romandre tancat per a una renovació i ampliació. Els treballs van incloure la restauració parcial de la façana cega original. L'ampliació va consistir a agregar un edifici veí a l'espai del museu, així com cobrir el pati amb un sostre de plàstic de bombolles. El museu ampliat és ara gairebé tres vegades més gran que l'original. El museu va obrir de nou al març de 2012.

## La col·lecció
La col·lecció permanent consisteix en part del llegat de la parella artística Wagner-De Wit. La col·lecció original tenia obres d'art i artefactes d'una àmplia gamma de períodes i regions, alguns ara rebutjats pel director actual. L'èmfasi en la col·lecció estava en la pintura holandesa i flamenca a partir del segle xvii (Dirck van Baburen, Adriaen van de Venne, Cornelis van Poelenburgh, Johannes Lingelbach, Egbert van der Poel, Nicolaes Berchem, Jacques d'Arthois) i pintures de l'Escola de l'Haia (Jozef Israëls, Jan Hendrik Weissenbruch, George Hendrik Breitner i els germans Jacob, Matthijs i Willem Maris). La col·lecció Wagner-De Wit inclou també escultura medieval i renaixentista, tapisseries i mobles dels segles XVI-XVIII, objectes de vidre i de cristall, monedes antigues, i artefactes de l'Extrem Orient. En els últims anys, la col·lecció s'ha ampliat per incloure objectes de plata de Maastricht dels segles xvii i XVIII, pistoles de Maastricht i de Lieja dels segles XVII-XIX, i pintura de Maastricht de 1880-1950. Des de 1997 el llegat de la família Bonhomme-Tielens forma part de la col·lecció del museu (principalment rellotges antics i plata de Maastricht).

## Galeria d'imatges

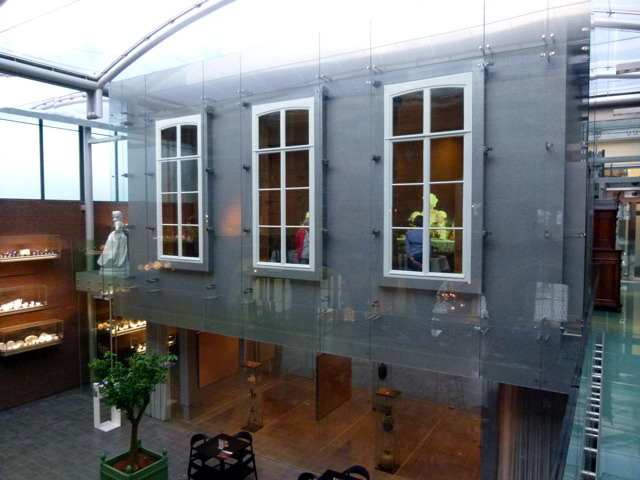
El pati amb pavillon TEFAF
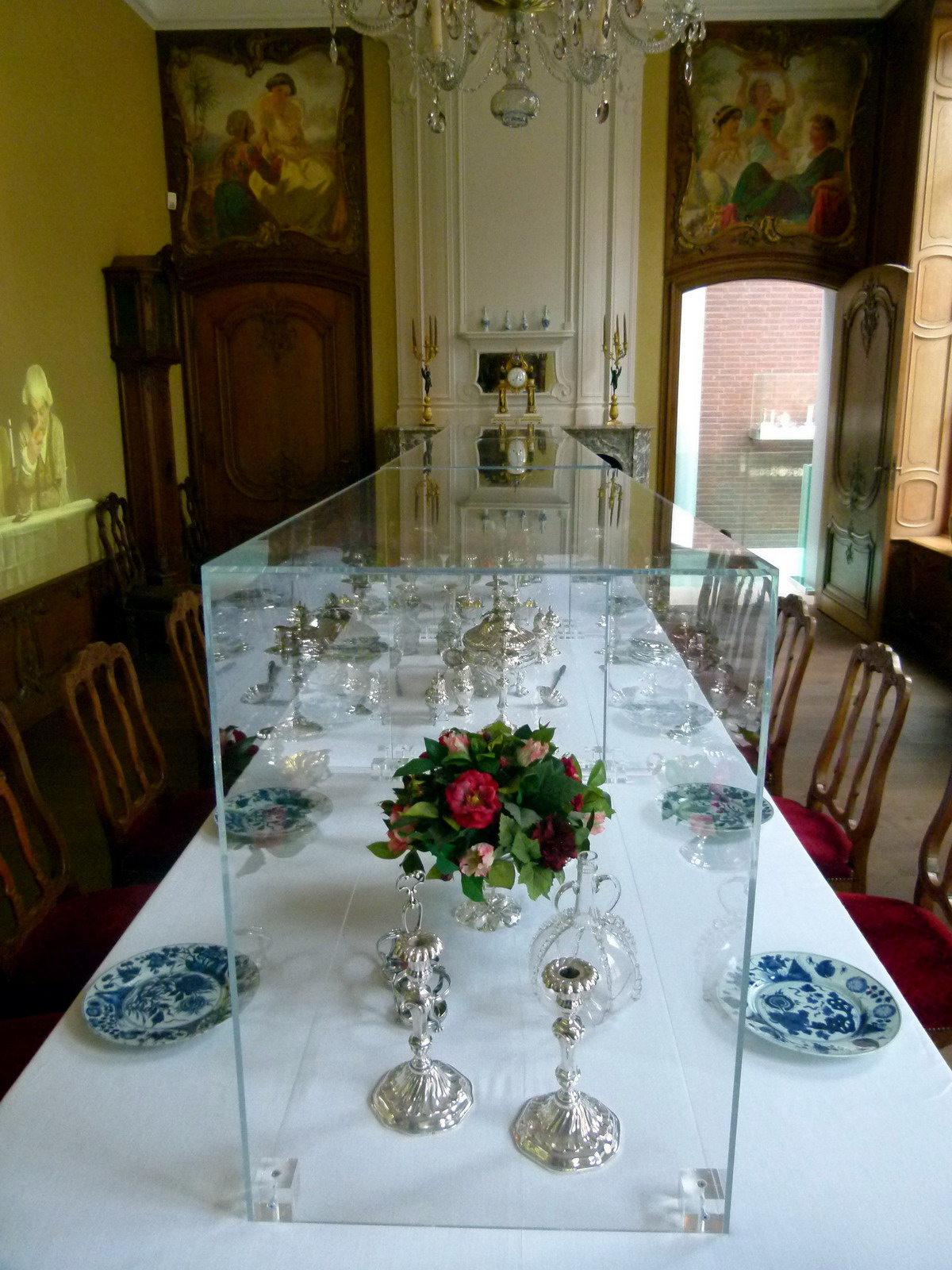
Sala TEFAF, interior
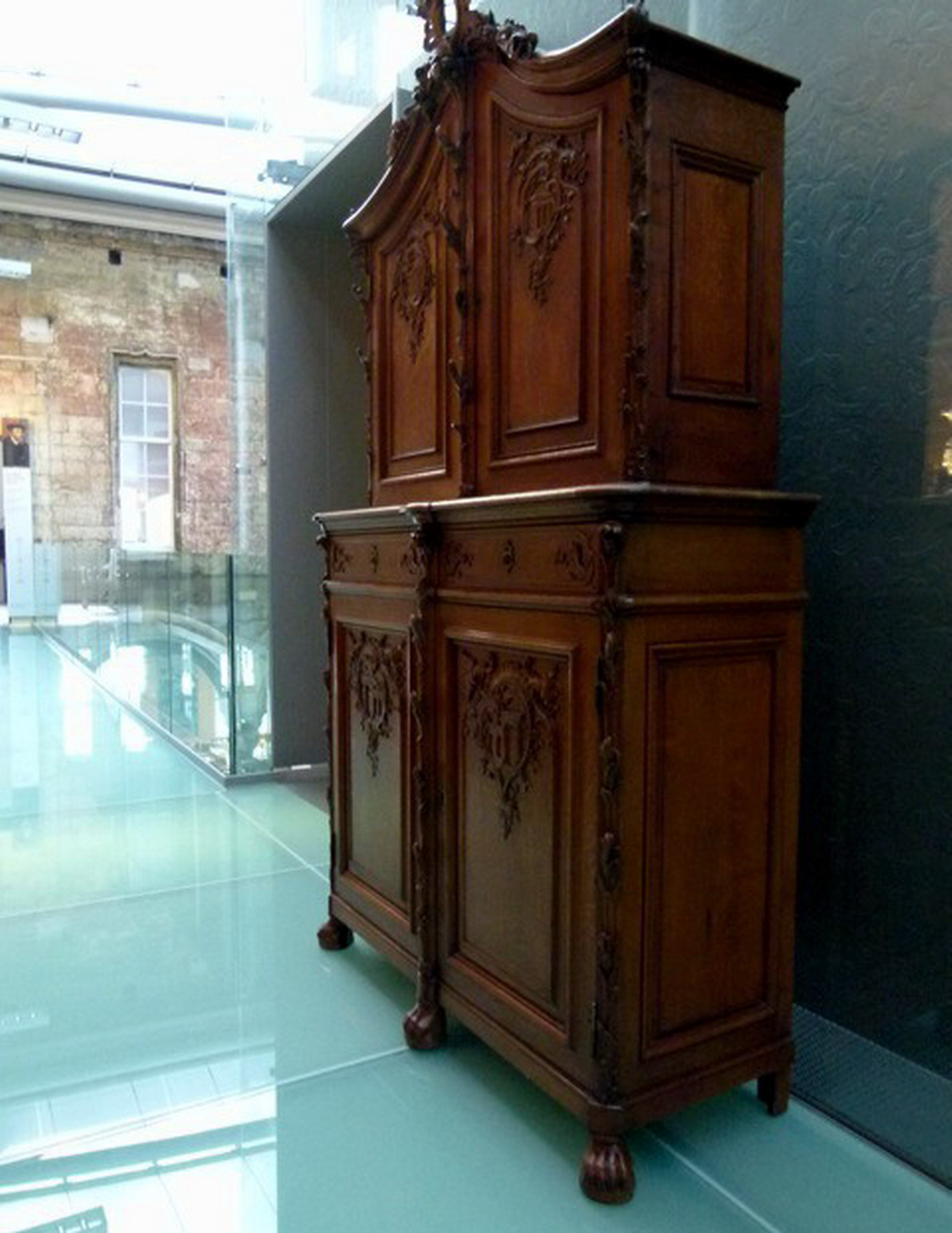
Armari del segle XVIII
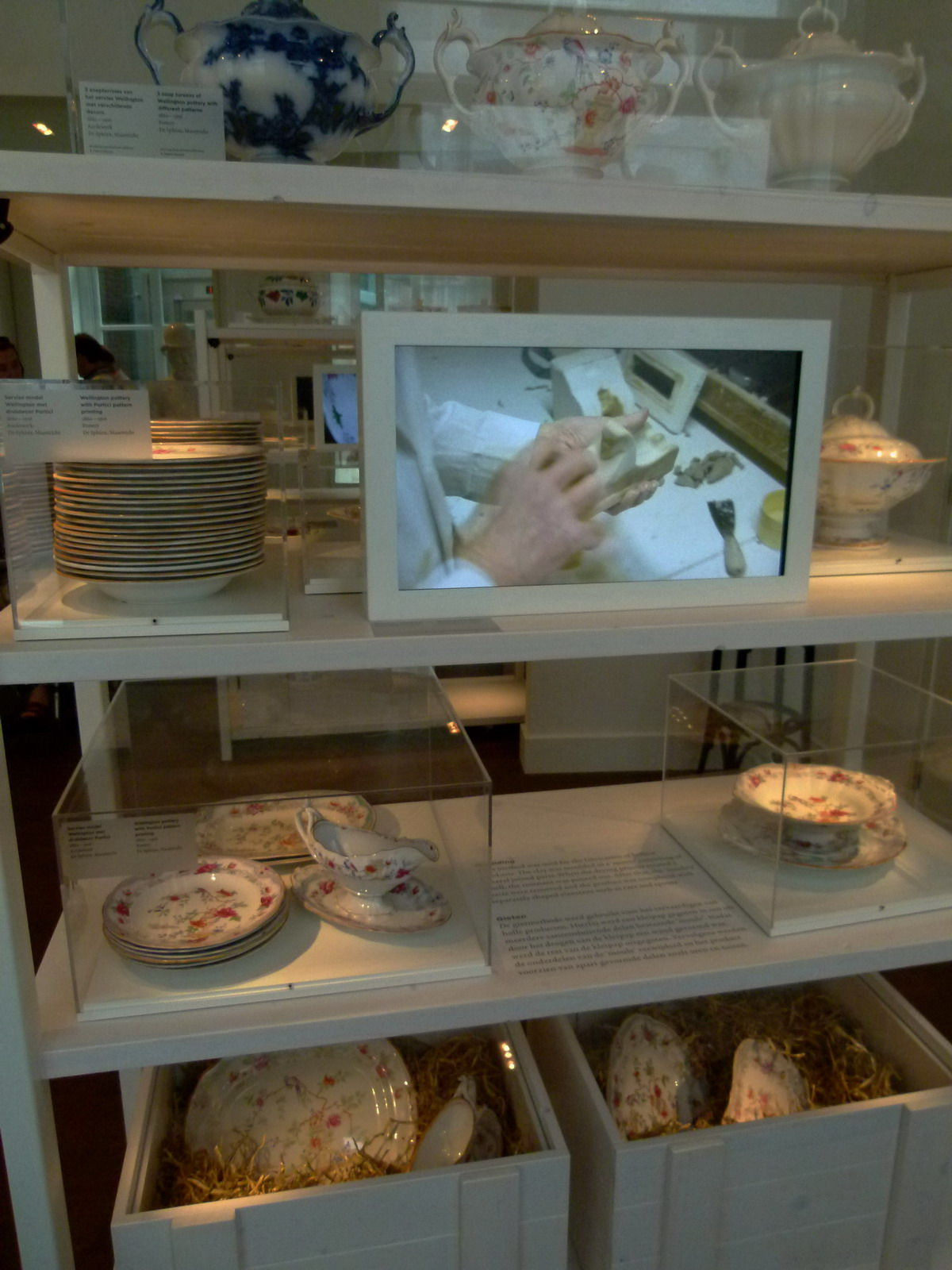
Sala Van Gulpen, ceràmica de Maastricht
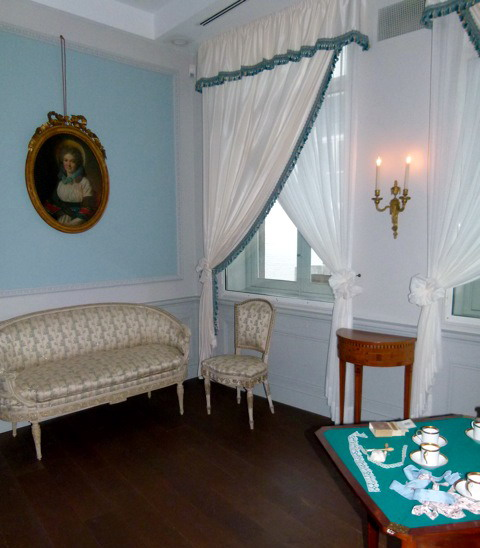
Sala Bonhomme, mobilari ed'estil Empire (±1800)
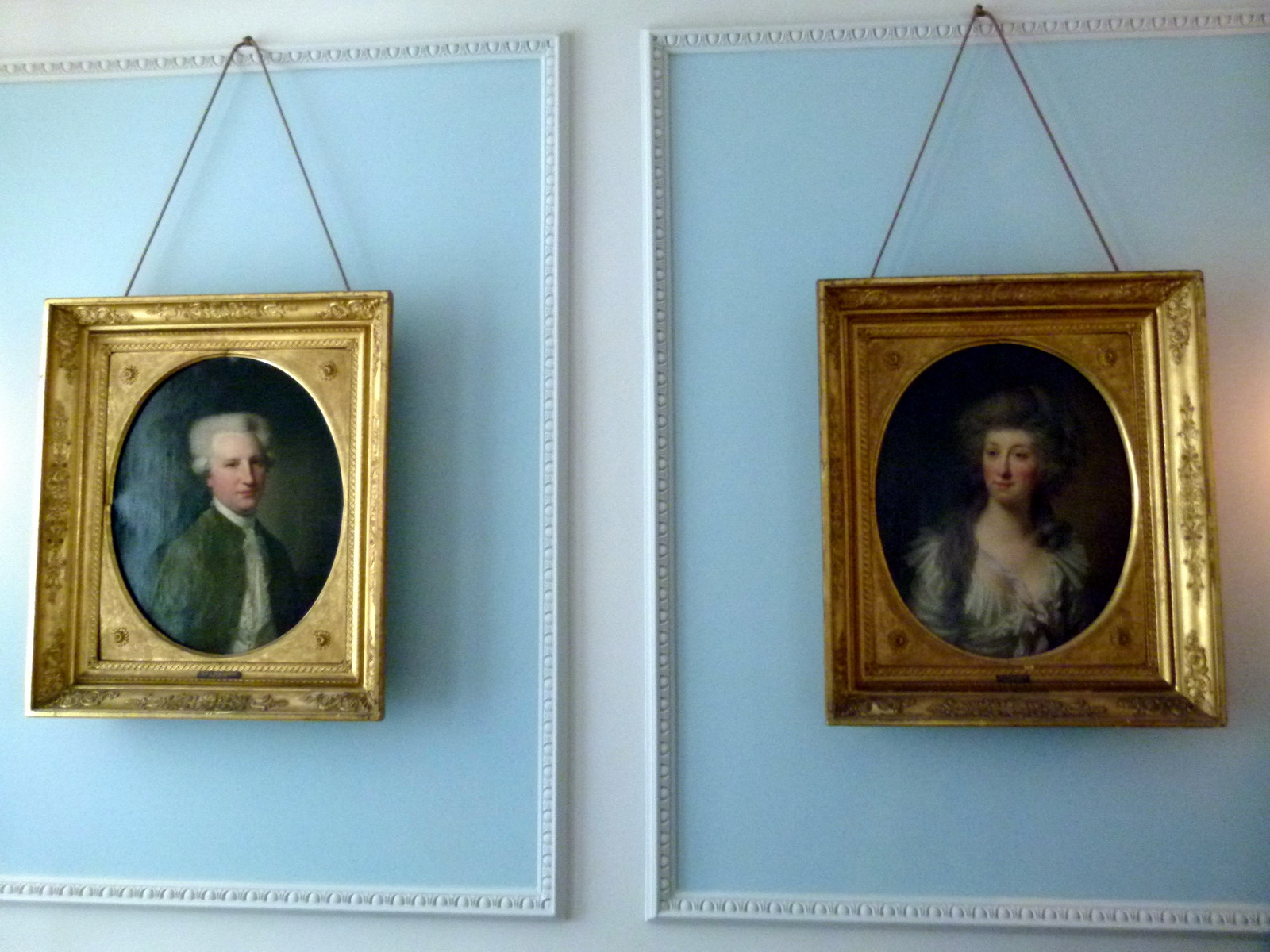
Retrats per Johann Friedrich August Tischbein